# Leone Pancaldo (1929)
Leone Pancaldo – włoski niszczyciel z okresu międzywojennego i II wojny światowej, należący do wielkich niszczycieli typu Navigatori. Nosił znak burtowy: PN. Został zwodowany i przyjęty do służby w marynarce włoskiej Regia Marina w 1929 roku. Otrzymał imię na cześć XVI-wiecznego żeglarza Leone Pancaldo, skracane także do „Pancaldo”. Walczył podczas wojny na Morzu Śródziemnym, większą część wojny do końca 1942 roku spędzając w remoncie po storpedowaniu przez lotnictwo 10 lipca 1940 roku. Został zatopiony ostatecznie przez lotnictwo brytyjskie 30 kwietnia 1943 roku.
Uzbrojenie główne stanowiło 6 armat kalibru 120 mm i 2–6 wyrzutni torped. Wyporność standardowa wynosiła początkowo 1900 ton, a ostatecznie 2125 ton. Napęd stanowiły turbiny parowe, prędkość wahała się od ponad 38 węzłów na początku służby do 28 węzłów po modernizacji.

## Budowa
„Leone Pancaldo” należał do serii dwunastu włoskich wielkich niszczycieli typu Navigatori, nazwanego tak z powodu noszenia przez okręty imion włoskich żeglarzy. Zostały one zaprojektowane jako okręty o silnym uzbrojeniu artyleryjskim i wysokiej prędkości, aby przeciwstawić się wielkim niszczycielom francuskim. Zamówienie zostało złożone w 1926 roku. „Leone Pancaldo” był zbudowany w stoczni Cantieri del Tirreno w Riva Trigoso (część Sestri Levante), razem z niszczycielem „Antonio da Noli”. Wszystkie okręty zostały wciągnięte na listę floty dekretem królewskim z 23 czerwca 1927 roku, klasyfikowane wówczas jako niszczyciele, a 19 lipca 1929 roku przeklasyfikowano je na „zwiadowców” (wł. esploratori). 5 września 1938 roku okręty typu Navigatori przeklasyfikowano z powrotem na niszczyciele (cacciatorpedinieri).
Stępkę pod budowę „Leone Pancaldo” położono 7 lipca 1927 roku. Otrzymał imię na cześć XVI-wiecznego żeglarza Leone Pancaldo, uczestnika wyprawy Magellana. Zwodowano go 5 lutego 1929 roku. Do służby został wcielony 30 listopada 1929 roku. W 1938 roku otrzymał znak burtowy: PN, od skrótu nazwy (Pancaldo). Dewizą okrętu było: D’Aquila Penne – ugne di Leonessa (z wł. Pióro orła – pazur lwicy).

## Opis

### Skrócony opis konstrukcji
Niszczyciele typu Navigatori miały stalowy kadłub z podwyższonym pokładem dziobowym. Sylwetka okrętów wyróżniała się dwoma szeroko rozstawionymi pochylonymi kominami, na skutek zastosowania naprzemiennego układu przedziałów siłowni. Na „Leone Pancaldo” na początku 1943 roku znacznie skrócono rufowy komin (bardziej od drugiego niszczyciela ze skróconym kominem „Antonio Pigafetta”). Wyporność standardowa pierwotnie wynosiła 1900 ton, a pełna 2599 ton. Długość całkowita pierwotnie wynosiła 107,28 m, szerokość 10,2 m, a zanurzenie 4,35 m przy wyporności pełnej. W 1940 roku okręt został poddany modernizacji (drugiej) w celu polepszenia stateczności, jak większość niszczycieli tego typu. Wyporność standardowa okrętów po modernizacji wynosiła 2125 ton, a pełna 2880 ton. Długość kadłuba wzrosła do 108,9 m, a szerokość do 11,2 m.
Załoga etatowo składała się początkowo ze 173 osób, w tym 9 oficerów, a do początku II wojny światowej wzrosła do 224 osób, w tym 12 oficerów. W toku wojny załoga mogła się dalej zwiększać, do ok. 280 osób.
„Leone Pancaldo” był napędzany przez dwa zespoły turbin parowych z przekładniami, poruszające dwie trzyłopatowe śruby, zasilane przez cztery kotły wodnorurkowe o ciśnieniu roboczym 22 atmosfer. Tak jak połowa okrętów tego typu został wyposażony w turbiny akcyjno-reakcyjne Parsonsa i zmodyfikowane kotły Odero oraz śruby o średnicy 3,4 m. Moc projektowa wynosiła 55 000 KM. Projektowa prędkość maksymalna wynosiła 38 węzłów. Na próbach 16 lipca 1929 roku „Leone Pancaldo” rozwinął prędkość 38,44 węzła i moc 59 036 KM, lecz w stanie lekkim, przy wyporności 1955 ton. Typowo okręty tego typu rozwijały w realnych warunkach służby prędkość do 33–36 węzłów. Po drugiej modernizacji prędkość okrętów spadła natomiast do 28 węzłów przy pełnej wyporności.
Zapas paliwa po pierwszej modernizacji został ograniczony do 460 ton. Po drugiej modernizacji zwiększono normalny zapas do 560 ton, a pełny do 680 ton. Zasięg po modernizacji wzrósł do 5000 mil przy prędkości 18 węzłów lub 1200 mil przy 28 węzłach.

### Uzbrojenie i jego zmiany
Główną artylerię stanowiło sześć armat kalibru 120 mm Ansaldo model 1926 o długości lufy 50 kalibrów (L/50) umieszczonych na trzech dwudziałowych podstawach. Podwójne stanowiska dział z maskami ochronnymi umieszczone były: na pokładzie dziobowym i na niskich nadbudówkach przed drugim kominem i na rufie. Kąt podniesienia lufy wynosił od -10° do +45° i umożliwiał też strzelanie amunicją rozpryskową do nisko lecących samolotów. Działa strzelały pociskami o masie 23,15 kg z prędkością początkową 920 m/s na odległość do 19 600 m. Wykorzystywano amunicję rozdzielnego ładowania, przy czym ładunek miotający umieszczony był w łusce. Szybkostrzelność wynosiła do 6–7 strzałów/min. Zapas amunicji wynosił etatowo 1200 pocisków bojowych (408 przeciwpancernych, 672 burzące i 120 zapalających) oraz 100 oświetlających – przy czym można było zabrać do komór 250 pocisków więcej.
Uzbrojenie przeciwlotnicze początkowo stanowiły dwa działka automatyczne kalibru 40 mm Vickers-Terni model 1917 o długości lufy L/39, umieszczone na burtach na tylnych końcach pokładu dziobowego. Ich zapas amunicji wynosił 3000 nabojów. Uzupełniały je dwa podwójnie wielkokalibrowe karabiny maszynowe Breda kalibru 13,2 mm na skrzydłach mostku, z zapasem 3000 nabojów. W latach 1933–1934 zamontowano dwa dalsze podwójnie sprzężone wkm-y na platformie za drugim kominem, po bokach dalmierza. Podczas remontu w latach 1941–1942 na „Leone Pancaldo” wzorem innych okrętów zamieniono mało skuteczne działka kalibru 40 mm i karabiny maszynowe na działka automatyczne 20 mm Breda L/65 (2400 nabojów na lufę), lecz w odróżnieniu od innych otrzymał on dziewięć działek (o dwa więcej), ustawione na miejscu zdjętych broni, jedno za pierwszym kominem i dwa na pokładzie rufowym. Pod koniec 1942 roku także na miejscu rufowego aparatu torpedowego dodano platformę z dwoma działkami przeciwlotniczymi kalibru 37 mm Breda model 1939 z zapasem 3060 nabojów.
Uzbrojenie torpedowe stanowiło pierwotnie sześć wyrzutni torpedowych kalibru 533 mm w dwóch potrójnych aparatach torpedowych. Z uwagi jednak na ograniczoną dostępność nowych torped, w środkowych wyrzutniach stosowano wkładki kalibru 450 mm i etatowy zapas obejmował początkowo cztery torpedy kalibru 533 mm i dwie kalibru 450 mm. Już w latach 1932–1933 środkowe wyrzutnie jednak zdemontowano, pozostawiając cztery wyrzutnie torped kalibru 533 mm. Na „Leone Pancaldo” w 1942 roku podobnie jak na pozostałych niszczycielach zdjęto rufowy aparat torpedowy w celu zwiększenia uzbrojenia przeciwlotniczego, pozostawiając dwie wyrzutnie.
Okręty początkowo przenosiły po 14 bomb głębinowych na dwóch zrzutniach na rufie, w tym cztery duże bomby o masie 100 kg i 10 małych o masie 50 kg. Podczas II wojny światowej stosowano także niemieckie bomby głębinowe oraz montowano na okrętach tego typu dwa lub cztery miotacze bomb głębinowych i zwiększano ich zapas. W 1931 roku okręty otrzymały holowane torpedy przeciw okrętom podwodnym Ginocchio model 1927/46T, wodowane za pomocą żurawika w części rufowej. „Leone Pancaldo” jak prawie wszystkie okręty typu Navigatori był wyposażony w tory minowe na pokładzie, na których można było zabierać do 56 min kotwicznych. W odróżnieniu od części okrętów, tory minowe nie były na nim później przedłużane.

### Wyposażenie
Po pierwszej modernizacji w 1930 roku „Leone Pancaldo” na dachu nadbudówki dziobowej miał standardowy dla okrętów tego typu dalocelownik z dwoma dalmierzami optycznymi o bazie 3 m. Na platformie przed masztem znajdował się inklinometr służący do oceny kąta kursowego celu. Trzeci 3-metrowy dalmierz, służący do strzelań torpedowych oraz rezerwowy dla artylerii, był w zakrytej wieży na platformie nadbudówki za kominem rufowym. Dalmierz ten był zdemontowany w 1941–1942 roku przy instalacji działek kalibru 20 mm.
Okręty miały jeden reflektor średnicy 90 cm na maszcie rufowym. W skład wyposażenia wchodziła aparatura w kominach do stawiania zasłony dymnej (czarnej albo białej). W 1940 roku okręty wyposażono w trały kontaktowe na rufie, o szerokości trałowania 200 m, lecz do połowy 1942 roku zostały zdjęte. Jako jedyny okręt serii „Leone Pancaldo” został wyposażony w trakcie wojny w okablowanie demagnetyzacyjne przeciw minom magnetycznym. „Leone Pancaldo” jako jeden z dwóch okrętów typu otrzymał również w grudniu 1942 roku włoski radar EC.3/ter Gufo na platformie nad nadbudówką dziobową. W tym samym czasie otrzymał również stację hydrolokacyjną.

### Malowanie
Początkowo okręty włoskie były malowane w części nadwodnej na kolor jasnoszary, z ciemnoszarym pokładem. Na początku wojny latem 1940 roku na pokłady na dziobie naniesiono biało-czerwone skośne pasy dla identyfikacji z powietrza. Podczas remontu w 1942 roku „Leone Pancaldo” otrzymał kontrastowy kamuflaż w standardowych kolorach, z ostrymi ciemnoszarymi wielokątnymi plamami na popielatoszarym podkładzie i z brudnobiałym dziobem.

## Służba

### Okres międzywojenny
Okręt wcielono do służby w Regia Marina 30 listopada 1929 roku. Między 15 maja a 23 września 1930 roku został poddany w macierzystej stoczni w Riva Trigoso pierwszej modernizacji, polegającej m.in. na obniżeniu nadbudówki i ograniczeniu zapasu paliwa dla poprawy stateczności. Został włączony następnie do Dywizji Lekkiej (Divisione Leggera). Od 1 grudnia 1930 roku „Pancaldo” wchodził w skład zespołu niszczycieli tego typu zabezpieczających trasę grupowego przelotu transatlantyckiego 12 wodnosamolotów gen. Italo Balbo do Brazylii. Po przelocie zespół złożył na przełomie stycznia i lutego wizytę w Brazylii, po czym powrócił do Gaety 18 marca 1931 roku. 8 grudnia 1931 roku w Genui „Leone Pancaldo” otrzymał banderę bojową ufundowaną przez mieszkańców Savony, skąd pochodził patron okrętu.
Podczas hiszpańskiej wojny domowej kilkakrotnie pełnił służbę na wodach Hiszpanii, wspierając nacjonalistów. Między 20 kwietnia a 31 maja 1937 roku służył tam wraz z „Alvise da Mosto” w ramach nowo powołanego międzynarodowego „patrolu neutralności”, kontrolując statki podejrzane o transport broni. Sam jednakże do marca 1939 roku aż sześć razy konwojował statki z Włoch z zaopatrzeniem dla włoskich wojsk interwencyjnych (CTV). W sierpniu 1937 roku odbył także dwa patrole w Cieśninie Sycylijskiej w ramach włoskiej blokady morskiej w celu przechwytywania radzieckich statków z bronią dla republiki. Po przeklasyfikowaniu na niszczyciel, we wrześniu 1938 roku „Leone Pancaldo” został według niektórych źródeł przydzielony przejściowo do 15. dywizjonu niszczycieli (squadriglia). Między wrześniem 1939 a czerwcem 1940 roku przeszedł drugą modernizację w La Spezii.

### II wojna światowa

#### 1940–1942
Po modernizacji, której zakończenie zbiegło się z przystąpieniem Włoch do II wojny światowej, „Leone Pancaldo” wszedł w skład 14. dywizjonu niszczycieli, wraz z „Antonio da Noli”, „Lanzerotto Malocello” i „Ugolino Vivaldi”, podporządkowanego 1. Eskadrze w Tarencie. Jego dowódcą był komandor por. Luigi Merini. Razem z „Vivaldim” ze swojego dywizjonu wziął udział wraz w pierwszym starciu morskim – bitwie koło przylądka Stilo 9 lipca. W końcowej fazie bitwy po godz. 16:00 oba niszczyciele podjęły próbę ataku torpedowego na brytyjskie pancerniki, lecz musiały odejść pod zasłoną dymną z uwagi na zbyt silny ogień, nie oddając strzałów w bitwie. Po bitwie „Leone Pancaldo” został skierowany do portu w Auguście na Sycylii, gdzie wieczorem 10 lipca stał się celem nalotu samolotów torpedowych Fairey Swordfish z 813 Dywizjonu FAA z brytyjskiego lotniskowca HMS „Eagle”. Z czterech zrzuconych torped trafiła jedna z prawej burty w dziobową kotłownię, po czym okręt zatonął na płytkiej wodzie o 21:15, przy czym zginęło 16 marynarzy.
Okręt podniesiono z dna dopiero po roku, 1 sierpnia 1941 roku (spotykane są także inne wersje w publikacjach). Po prowizorycznej naprawie w Auguście, został przeholowany 27 października 1941 roku do Genui i tam skierowany do remontu. Remont ukończono dopiero 17 listopada 1942 roku, po czym „Leone Pancaldo” jeszcze został skierowany do dalszego wyposażenia w La Spezii i powrócił do służby 12 grudnia 1942 roku. Zamontowano na nim przy tym radar i hydrolokator. Po powrocie do służby okręt zmienił przyporządkowanie na 15 dywizjon niszczycieli.

#### 1943

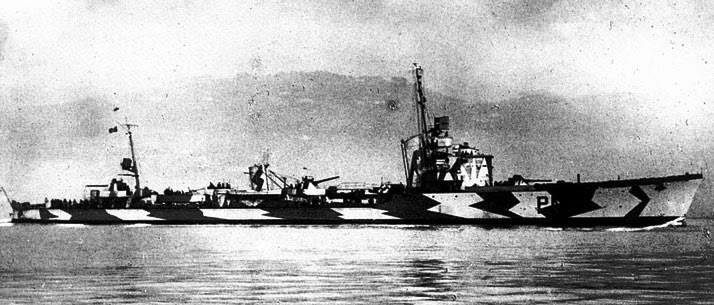
„Leone Pancaldo” w 1943 roku, w kamuflażu i z radarem

W lutym 1943 roku, po odzyskaniu gotowości bojowej, „Leone Pancaldo” został przebazowany do Trapani, skąd był wykorzystywany bezpośrednio jako szybki transportowiec do zaopatrywania wojsk Osi w Tunezji i ewakuacji rannych. Jego dowódcą był komandor por. Tommaso Ferrieri Caputi. Do samego 22 lutego odbył trzy rejsy transportowe do Tunisu z żołnierzami na pokładzie. W dniach 16–18, 22–24 i 26–28 kwietnia odbył trzy rejsy transportowe w zespole z bliźniaczym „Antonio Pigafetta” i niemieckim „Hermesem”. Podczas kolejnego rejsu 30 kwietnia zespół włosko-niemiecki z „Leone Pancaldo”, „Lampo” (typu Folgore) i „Hermesem” był kilkakrotnie atakowany przez lotnictwo. Na pokładzie „Pancaldo” było ok. 300 niemieckich żołnierzy i ładunek. Po 11:30 „Leone Pancaldo” został trafiony przez amerykański samolot jedną bombą, która zniszczyła jedną z turbin i spowodowała napływ wody. Po nieudanej walce o żywotność okrętu, około 12:30 „Pancaldo” zatonął 2 mile na północny wschód od przylądka Bon. Zginęło 124 ludzi załogi, w tym dowódca, oraz znaczna część żołnierzy. Tego dnia lotnictwo zatopiło także niszczyciel „Lampo” oraz uszkodziło „Hermesa”, eliminując go ze służby.
Podczas wojny „Leone Pancaldo” wychodził 41 razy w morze i przeszedł 6723 mile morskie, w czasie 396 godzin w morzu – najmniej spośród okrętów typu Navigatori, z uwagi na spędzenie aż 908 dni w stanie niesprawnym lub remoncie. Trzy razy wychodził w morze w celu osłony lub eskortowania statków, raz w celu osłony zespołów floty, a pięć razy sam transportował żołnierzy i ładunki.